# Cayman Togashi
Cayman Togashi (富樫 敬真 Togashi Cayman?), född 10 augusti 1993 i New York, är en japansk fotbollsspelare.
Togashi började sin karriär 2015 i Yokohama F. Marinos. Han spelade 38 ligamatcher för klubben. 2018 flyttade han till FC Tokyo. Efter FC Tokyo spelade han för FC Machida Zelvia och V-Varen Nagasaki.